# Buxus foliosa
Buxus foliosa är en buxbomsväxtart som först beskrevs av Britt., och fick sitt nu gällande namn av Ignatz Urban. Buxus foliosa ingår i släktet buxbomar, och familjen buxbomsväxter. Inga underarter finns listade i Catalogue of Life.